# Павленко, Янина Петровна
Янина Петровна Павленко (укр. Яніна Петрівна Павленко; род. 19 февраля 1976, Вижница, Черновицкая область) — украинский и российский менеджер, винодел, политик. Директор Завода шампанских вин «Новый свет». Депутат Верховного Совета АР Крым шестого созыва от Партии регионов. Генеральный директор Производственно-аграрного объединения «Массандра» (2015—2020). Глава администрации города Ялта с 24 декабря 2020. В октябре 2024 назначена на второй срок.

## Биография
Родилась 19 февраля 1976 года в городе Вижница Вижницкого района Черновицкой области в семье педагогов. В 1993 году окончила с отличием Ялтинскую гимназию им. А. П. Чехова.
С 1.07.1996 по 01.10.1997 — продавец магазина ООО «Центротехсервис» в Ялте. С 1.10.1997 по 17.07.1998 — педагог-организатор Ялтинской гимназии им. А. П. Чехова. Окончила в 1998 году Херсонский государственный технический университет по специальности «Менеджмент в непроизводственной сфере». В 20.07.1998 — 11.08.1998 — экономист отдела кредитования и финансирования предприятий ялтинского отделения Проминвестбанка Украины. С 03.01.2002 по 15.04.2002 — менеджер, 02.11.2002 — 07.07.2005 — маркетолог, заместитель директора у частного предпринимателя Костина В. В. (винзавод Ливадия)

### Генеральный директор ЗШП «Новый свет»
С 7 июля 2005 по 18 февраля 2015 — директор государственного предприятия Завод шампанских вин «Новый свет». Окончила в 2007 году Национальную академию Государственного управления при Президенте Украины по специальности «Государственное управление». Обучалась в аспирантуре по специальности местное самоуправление. Кандидат наук государственного управления (2009). Окончила в 2014 году Симферопольский колледж национального университета пищевых технологий по образовательной программе «Технология бродильных производств и виноделие».
Избралась депутатом Верховного Совета АРК в шестом созыве 2010—2014 года от Партии регионов. 26 февраля 2014 года обратилась к председателю ВР АРК Владимиру Константинову, отметив, что Партия регионов стоит на «позициях государственности и единства Украины», а «определённые крымские политики делают всё, чтобы ввергнуть Крым в противостояние, связанное с сепаратизмом», но «какого-либо механизма изменения статуса Крыма в сторону независимости либо присоединения к другому государству нет». Однако затем участвовала в голосованиях по решениям о аннексии Крыма Российской Федерацией, за что была объявлена в розыск украинскими правоохранительными органами.
Выдвигалась в кандидаты Выборы депутатов Государственного совета Республики Крым первого созыва в сентябре 2014 от партии «Родина», но не избралась.

### Генеральный директор ОА «Массандра»
С 19 февраля 2015 по 20 ноября 2020 года генеральный директор акционерного общества Производственно-аграрное объединение «Массандра». Возглавляла совет саморегулирующей организации «Крымское Бюро Винограда и Вина». Член экспертного Совета по регулированию алкогольного рынка при Министерстве финансов Российской Федерации.
Во время посещения Крыма в сентябре 2015 года бывшим премьер-министром Италии Сильвио Берлускони по приглашению президента России Владимира Путина лично проводила экскурсию по подвалам Массандры и дегустацию коллекционных вин, в ходе которой была открыта бутылка вина Херес-де-ла-Фронтера урожая 1775 года, стоимость которой оценивается в 100 тысяч долларов.
Гендиректор «Массандры» показала президенту России и бывшему премьеру Италии самые ценные экспонаты коллекции двухсотлетние вина. «И это можно пить?» — спросил Берлускони. Получив утвердительный ответ, он также выслушал рассказ о том, как на всемирной выставке в Париже в 1900 году одно из вин Голицына было признано победителем во время «слепой дегустации». «Я хочу выпить!» — признался Берлускони и был приглашён Павленко в дегустационный зал.
В начале 2016 года после этого случая Генпрокуратура Украины возбудила уголовное дело против Павленко по факту растраты имущества Украины.
Окончила в 2019 году Крымский Федеральный университет имени В. И. Вернадского по направлению подготовки «Юриспруденция». Заслуженный работник сельского хозяйства РФ (2020).
На момент приватизации АО Массандры в 2020 году и прекращения полномочий Павленко в качестве генерального директора капитализация предприятия составила 5.327.000.000 рублей. За деятельность на посту гендиректора перед увольнением из-за смены собственника была награждена орденом «За доблестный труд» (2.11.2020).

### Глава администрации города Ялта
Была советником С. Аксёнова, который предложил ей работу в муниципальном управлении. В период с 24 ноября 2020 по 23 декабря 2020 года первый заместитель главы администрации города Ялта. С 24 декабря 2020 — глава администрации города Ялта.
В 2021 году резонанс вызвала публикация фото украшений Павленко, которые оценили в 20 млн рублей. Она заявила, что украшения существенно дешевле и она может продать их желающим, отправив выручку на благотворительность.
В июне 2021 возглавила оценку ущерба и ликвидацию последствий катастрофического наводнения, приведшего в разрушениям застройки и инфраструктуры в долинах двух ялтинских рек.
В марте 2022 года Янина Павленко предложила национализировать квартиру В. Зеленского в посёлке Ливадия и отдать её беженцам из Донбасса.
8 апреля 2022 года Глава Крыма Сергей Аксёнов объявил выговор мэру Ялты Янине Павленко, поскольку глава ялтинской администрации предоставила неверную информацию относительно аукциона по размещению НТО.
С 19 сентября 2024 года — заместитель главы администрации города Ялта. Повторно с 28 октября 2024 года глава администрации города Ялта.

## Награды
- Заслуженный работник сельского хозяйства Украины (19.08.2008)[1]
- Благодарность Премьер-министра Украины (05.03.2010).
- Почётный гражданин пгт Новый Свет (23.04.2010).
- Почётная грамота Президиума Верховной Рады (14.11.2011).
- Почётная грамота Кабинета министров Украины (28.09.2012).
- Почётная грамота Управления делами Президента Российской Федерации (23.12.2015).
- Медаль «За доблестный труд» (15.01.2016).
- Заслуженный работник сельского хозяйства РФ, указ президента В. В. Путина № 815 от 28.12.2020. «Присвоить почётное звание „Заслуженный работник с/х Российской Федерации“ гендиректору государственного унитарного предприятия РК „ПАО Массандра“ Павленко Янине Петровне»[13].
- Орден «За доблестный труд» (2.11.2020)[14].